# Meriden (Connecticut)
Meriden è un comune (city) degli Stati Uniti d'America, situato nella Contea di New Haven nello Stato del Connecticut. Nel 2010 contava 60 868 abitanti.
Nell'Ottocento la città si è guadagnata il soprannome di Silver City, "città dell'argento", per via delle numerose fabbriche di posate d'argento presenti.